# Ska
Lo ska (o bluebeat) è un genere musicale originario della Giamaica, sviluppato nei primi anni sessanta.
Lo ska segnò la vera ascesa della musica popolare giamaicana, arrivando all'apice della popolarità nella prima metà degli anni sessanta, nel periodo in cui la Giamaica aveva ottenuto l'indipendenza dal Regno Unito. Tipica di questo genere è la mescolanza tra strumenti elettrici e i fiati solitamente usati nel jazz: il sassofono, la tromba e il trombone. Fu il precursore di altri importanti generi come il rocksteady e il reggae, e come questi è caratterizzato da un ritmo con accenti sul levare della battuta musicale, o tempi deboli. 

## Storia

### Le origini
Tra la fine degli anni cinquanta e i primi sessanta la Giamaica era fortemente influenzata dalla musica statunitense. I proprietari dei sound system di Kingston cominciarono a riadattare in chiave personale l'R&B, il boogie giamaicano, creando questi nuovi sound soprattutto per loro stessi, ma i musicisti locali introducevano il jazz, cercando sempre di creare una forma di espressione personale. Era soltanto questione di tempo prima che le cose iniziassero a cambiare, e fu quello che fecero Prince Buster e Clement "Coxsone" Dodd. Cecil Bustamente Campbell, più tardi diventato noto come Prince Buster, spiccava tra i musicisti che sentivano il bisogno di creare nuove sonorità. A contribuire a questa evoluzione fu anche il chitarrista di quest'ultimo, Jah Jerry (Jerome Hines), che spinse affinché la chitarra andasse ad enfatizzare il levare al posto del battere. Ciò significa che il beat creato dalla chitarra assume un andamento in levare a partire dalla seconda, terza e quarta battuta. Il cosiddetto afterbeat è essenziale per creare la sincope ritmica giamaicana. Anche Rosco Gordon, pianista di Memphis, Tennessee, è riconosciuto come un altro artista che contribuì alla nascita dello ska. Accentuò ulteriormente il secondo e quarto battito ogni battuta. Secondo molti, il battito ska fu da lui inventato con il brano "No More Doggin'" del 1951. 
Questo determinò la nascita dello ska, musica che traeva ispirazione da diversi stili come il mento e calypso, combinato con il jazz americano e l'R&B, che si sentivano alle radio giamaicane, ma che provenivano dalle stazioni statunitensi di New Orleans, Louisiana e Miami, Florida. Nel periodo della nascita delle radio le stazioni erano super potenziate, e molte di queste dai vicini Stati Uniti erano abbastanza forti da raggiungere il territorio giamaicano. Altre influenze potevano provenire dal jump blues e da altri stili caraibici come il jazz afrocubano, big band swing, pocomania ed altre musiche folkloristiche religiose locali. Tra tutte queste influenze, le predominanti erano comunque R&B, jump blues e mento. In particolare i brani jump blues, sia nelle versioni strumentali guidate dal sassofono, che cantate da artisti come Wynonie Harris e Louis Jordan, trovarono larga popolarità alle feste giamaicane. Per rispondere alla forte domanda di R&B del popolo giamaicano, troppo povero per possedere giradischi o dischi importati dagli USA, nacquero i primi sound system. Consistevano in furgoni sui quali erano sistemate grandi casse e dove un dj metteva i dischi anche per un fine settimana intero. Gli operatori dei sound-system andavano spesso negli Stati Uniti alla ricerca di qualche raro 45 giri. Nel 1959 l'R&B mutò in rock & roll, e anche artisti americani di questo nuovo stile, come Little Richard e Fats Domino, piacquero ai giamaicani. Questo nuovo fenomeno musicale rese però sempre più difficile reperire dischi in stile R&B che il popolo giamaicano richiedeva, così alcuni proprietari di sound system come Clement "Coxsone" Dodd e Duke Reid fiutarono l'affare e crearono le proprie etichette, diventando produttori di artisti locali e registrando la musica richiesta dal loro pubblico. Verso la fine degli anni Cinquanta i sound system gestiti da Dodd e Reid ebbero maggiore rilievo nello sviluppo dello ska, e nacque una grande rivalità tra i due: Coxsone era più popolare tra i giovani del ghetto, ma fu Reid ad essere incoronato per ben tre volte il re dei sound system nelle competizioni annuali che si svolgevano a Kingston. "Coxsone" Dodd fu un personaggio di spicco, considerato una delle figure più importanti nella storia del genere, nonostante non fosse un musicista. Nei tardi anni cinquanta e primi sessanta la Giamaica stava per ottenere l'indipendenza dalla Gran Bretagna. Coxsone, un dj, capì che il paese aveva bisogno di unità e un'identità e cominciò a far registrare diverse band nei suoi leggendari studios, gli Studio One. A questo punto la musica giamaicana cominciò ad assumere tratti caratteristici, mescolando le influenze di diversi stili che i musicisti giamaicani avevano imparato. Il più importante tra questi fu il mento, la prima forma di musica indigena giamaicana; questa era essenzialmente una miscela tra il calypso caraibico e la musica folk locale. Nel mento si usava il banjo per suonare gli accordi del levare, e quando questo aspetto passò alla variante giamaicana del R&B, questi levare vennero energicamente accentuati. Questo segnò essenzialmente la nascita dello ska, e questo tipico ritmo in levare rimase nella musica giamaicana per decenni fino ad oggi.

### First wave ska

#### La nascita
La nascita dello ska si può collocare più correttamente solo verso la fine dell'anno 1960. Realmente si ritiene che fu Theophilus Beckford a registrare il primo brano "ska", ovvero "Easy Snapping" del 1959, ma fu Prince Buster, proprietario del sound system chiamato "Voice of the People", che, attorno al 1961, definì i tratti dello ska assieme al suo chitarrista Jah Jerry. Lo ska era una musica allegra che rispecchiava perfettamente l'umore della gente in seguito all'indipendenza e volle rappresentare la propria appartenenza con il maggior entusiasmo possibile. Lo ska ottenne subito un'enorme popolarità in Giamaica. Il culmine massimo raggiunto dal genere fu sicuramente nel 1962, proprio l'anno in cui la Giamaica ottenne l'indipendenza liberandosi dal colonialismo inglese. Nonostante la situazione economica fosse disastrosa, la gente sperava in un riscatto sociale, e l'evento fu accompagnato da uno spirito festaiolo. La musica ska divenne quindi una sorta di colonna sonora ideale, un tramite per esprimere l'ottimismo e le speranze di una vita migliore del popolo giamaicano. Questa musica nacque per far ballare, risultando stimolante, veloce ed energica. Musicalmente, lo ska può essere caratterizzato da un accento sul secondo e sul quarto movimento di una battuta (4/4) e con la chitarra sul secondo, sul terzo e sul quarto movimento, mettendo in particolare evidenza una sincope ritmica. Le band ska tradizionali presentavano generalmente basso, batteria, chitarra, tastiere e fiati (in particolare sax, trombone e tromba erano i più comuni). I sound system iniziarono a registrare le proprie tracce per trarre vantaggio rispetto agli altri impianti, senza stampare il nome sui vinili, impedendo così ai rivali di vedere cosa stavano suonando ed eventualmente rubare il materiale per i loro sound system. Proprio "Coxone" Dodd e Duke Reid erano conosciuti per togliere le etichette dai dischi che acquistavano durante i viaggi in posti come il Randy's in Tennessee, Stati Uniti, con l'intento di proporre prodotti unici ed esclusivi. Il numero dei sound system aumentò a tal punto che i loro sostenitori venivano mandati alle feste organizzate dagli impianti rivali per creare problemi e disordine. Questa gente era conosciuta come "Dance Hall Crashers" (letteralmente i "fracassatori di balera). Nonostante i primitivi sistemi di registrazione, grazie alla determinazione e all'entusiasmo dei suoi sostenitori, lo ska divenne la prima musica giamaicana veramente commerciale e successivamente venne riconosciuta come la musica nazionale, dando anche il nome ad uno stile di ballo tipico, lo "skanking". Questo ballo divenne popolare tra i sostenitori dello ska sin dagli inizi, ed era relativamente facile da eseguire. Sostanzialmente, le gambe simulano "un uomo che corre", piegando le ginocchia e correndo sul posto a ritmo. Le braccia sono piegate a gomito, con le mani a pugni chiusi, alternati con le gambe (gamba sinistra, braccio destro, ecc).

### Il successo
Il brano "My Boy Lollipop" (1964) di Millie Small fu la prima hit ska nel mondo. Tra i più importanti artisti ska che portarono il genere al successo si possono citare Derrick Morgan, Laurel Aitken, il già citato Prince Buster, Desmond Dekker, Toots & the Maytals, ed anche un giovane Bob Marley quando militava nei The Wailers; The Skatalites, con cui collaborarono un numero di virtuosi musicisti e fronteggiati dal trombonista Don Drummond, furono sicuramente il maggior gruppo strumentale, e suonarono anche come backing band agli Studio One di Coxsone Dodd. Altri noti musicisti potevano essere Roland Alphonso (sax tenore), Rico Rodriguez (trombone), Lascelles Perkins, Owen Grey, Laurel Aitken, Derrick Morgan, Clency Eccles, Higgs and Wilson (voci) e molti altri.

### Ska nel Regno Unito
L'immigrazione giamaicana verso l'Inghilterra era sempre stata forte, ma dopo l'indipendenza della Giamaica nel 1962 si intensificò ulteriormente, e gli immigrati trascinarono inevitabilmente nel paese europeo la loro cultura, la musica e i sound system. Nello stesso 1962 infatti, l'Inghilterra decise di frenare la politica di immigrazione illimitata del Commonwealth, ed emersero delle rivolte. Lo ska era stato portato nel paese europeo da molti artisti e produttori di origini caraibiche come il nativo cubano Laurel Aitken. Già nel 1964, "Al Capone" di Prince Buster era entrata nelle classifiche inglesi, "Guns of Navarone" degli Skatalites aveva ottenuto un buon successo nel 1965. Pare quindi inevitabile che anche in Inghilterra cominciò a svilupparsi una fiorente industria discografica locale, non solo tramite le grandi etichette come la Island Records di Chris Blackwell o la Trojan che avevano già iniziato a pubblicare, su concessione delle etichette giamaicane, centinaia di dischi. In questo paese lo ska venne conosciuto anche con il termine bluebeat, questo perché molti dei primi singoli ska erano realizzati originariamente per l'etichetta discografica Blue Beat Records, inclusi alcuni lavori seminali come Madness di Prince Buster. Il genere conquistò un grande seguito verso il 1964 soprattutto tra i giovani mod, una subcultura giovanile locale molto affascinata da questa nuova originale versione del R&B. I mod furono senza dubbio il primo culto giovanile britannico a fare propria la musica ska. Artisti giamaicani vennero invitati a suonare nel Regno Unito grazie al grande successo di questa musica, sostenuta in gran parte dai mod. Questi furono i primi a scoprirla alle feste blues tenute dagli immigrati delle Indie Occidentali. Infatti, nonostante il vasto successo nel panorama underground, la musica ska raramente riuscì a penetrare nel "mainstream" britannico, anche perché questi dischi erano distribuiti perlopiù in punti di vendita specializzati come anche bancarelle o ai mercati, ottenendo non molta sponsorizzazione radiofonica. Il successo dello ska fu tale che Prince Buster ad esempio, quando visitò Londra in tournée, dovette assoldare delle guardie del corpo che lo salvaguardassero dai fan.

#### Il fenomeno rude boys ed il "Rude Boy Sound"
Durante gli anni sessanta i ghetti giamaicani erano pieni di giovani disoccupati alla ricerca di un lavoro che non esisteva. Questa gioventù non condivideva l'ottimismo promosso dai primi gruppi ska. Questi giovani erano conosciuti come "rude boy" (termine già in uso dagli anni quaranta) e rappresentavano una diffusa sottocultura giovanile in Giamaica. Essere "rude" (rude, duro, rozzo, grezzo) significava essere qualcuno quando la società diceva che non eri nessuno. Spesso erano proprio i rude boy che venivano mandati dai gestori dei sound system ad infastidire i rivali. Queste azioni spesso portavano alla violenza, a alla formazione di gang rivali. Essendo particolarmente esibizionisti, questi imitavano il look dei film western e di spionaggio che arrivavano nei popolari cinema di Kingston dagli Stati Uniti. L'abbigliamento era spesso composto da abiti in stile gangster americano, con elementi come giacca a tre bottoni, cappello pork pie, scarpe di pelle lucida, tutti indumenti che questi si procuravano grazie alle proprie attività di rapinatori, trafficanti di marijuana o altro. Il modo in cui i rude boy ballavano lo ska era diverso dal ballo tradizionale: era più lento ed assumeva un atteggiamento minaccioso. Molti che si spostarono a Kingston per ottenere successo nell'industria musicale, cambiarono poi occupazione diventando distributori di marijuana quando i soldi venivano a mancare. Molti di loro si dedicarono ad una vita criminale. Entrambe le parti politiche della Giamaica iniziarono ad assumere le forze armate ed organizzare squadre di sicari. L'opinione pubblica si disse contro le armi e i rude boy. Dopo un periodo durante il quale venne permesso di consegnare le armi alle autorità senza minacce di processo, passò una legge sulle armi, che prevedeva che chiunque in possesso di un'arma o munizioni illegalmente, sarebbe stato arrestato dalle forze dell'ordine per un periodo illimitato. Artisti e produttori spesso supportavano o difendevano i rude boy che supportavano la scena ska. L'incitamento contro le armi venne riflesso in alcuni brani di artisti di quel periodo come Soul Brothers con "Lawless Street", e The Heptones con "Gunmen coming to Town". Duke Reid, un ex poliziotto, pubblicò dei brani a favore dei rude boy come "Shuffling Down Bond Street Trojan", "TRLS275". Clement Dodd formò un gruppo di giovani che si riconobbero come rude boy, e che prenderanno il nome di The Wailers. Questi erano composti da Bob Marley, Peter Tosh, e Bunny Wailer. I rude boy vivevano nell'illegalità, erano caratterizzati da atteggiamenti particolarmente duri e freddi e questo aspetto era riflesso nei testi della musica che suonavano. Lo ska mutò nuovamente, descrivendo il malcontento dei rude boy, ed assegnando al basso un ruolo prominente, al contrario delle prime forme che prevedevano un basso più ritmato. Lo ska viene reso più lento e intenso tramite l'influenza del soul nordamericano, enfatizzando il basso, la chitarra e l'organo, mentre i fiati, sezione predominante nelle prime forme, cominciarono a perdere rilevanza. Questa nuova variante viene chiamata "Rude Boy Sound", e tra i suoi portabandiera, vedeva gruppi come Wailers, Claredonians, e in seguito anche colossi come Prince Buster e Derrik Morgan. Fu da questo periodo che le gesta dei rude boy cominciarono a venire narrate frequentemente nelle canzoni in un periodo tra i 1965 e il 1968. Ad esempio Prince Buster incise lo storico brano "Judge Dread" a favore dei rudies, così come Desmond Dekker fece con "007 Shanty Town" che risultò il documentario definitivo sui rude boy, raggiungendo la posizione nº 14 nel Regno Unito. La popolarità dello ska declinò attorno 1966, quando al suo posto emerse il rocksteady, una variante più lenta, che prese piede durante un'estate particolarmente calda; inoltre, lo ska perse uno dei suoi più importanti esponenti quando Don Drummond venne arrestato per l'omicidio della sua fidanzata (egli morì diversi anni dopo).

### Rocksteady
Il rocksteady emerse quindi come costola dello ska nei tardi anni sessanta. In termini semplici, il rocksteady era uno ska rallentato per metà, con la cassa della batteria sul terzo movimento della battuta come nello stile one drop, e nel quale il trombone, il sassofono ed in genere i fiati vennero accantonati, venendo sostituiti dal piano, e attribuendo al basso un ruolo in primo piano. Spesso nel rocksteady veniva usata la kalimba, uno strumento a percussione tipicamente caraibico costituito da parti in metallo. Questa variante lasciava il ruolo principale alla ritmica, quindi al basso e alla batteria. Altre influenze presenti nel genere, come nello ska, sono il mento, l'R&B americano e il jazz. Molti sostengono che il nome del genere venne ispirato al brano "The Rock Steady" di Alton Ellis, all'epoca molto popolare in Giamaica. Il rocksteady nacque più precisamente attorno al 1966 quando giunse un'estate particolarmente calda, e la gente cominciò a lamentarsi del troppo sudare ballando questa musica veloce e scatenata. Sia i dj con i loro sound system, sia i sostenitori di questa musica, decisero così di rallentarla. In questo senso il genere si presentò come l'antesignano del reggae. I testi in questo genere erano socialmente e politicamente più maturi rispetto allo ska, e le sonorità si basavano particolarmente sulle armonie, specialmente in gruppi come Heptones, Gaylads, Dominoes, Aces, e The Wailers. Altri artisti di spicco erano Alton Ellis e Ken Boothe, così come Desmond Dekker con il suo grande successo "007 Shanty Town". Con un ritmo più blando e temi sociali e di protesta, questa musica fu il trampolino di lancio per il reggae, che diventò la musica più seguita dopo il declino del rocksteady. Infatti il rocksteady scomparve dalle scene essenzialmente alla fine degli anni sessanta, si dice già alla fine del 1967, ma non morì del tutto; anzi, si evolse proprio in quel genere conosciuto poi come reggae .

### Reggae
I produttori delle grandi etichette vollero nuovamente cambiare sound e battito alla musica giamaicana dopo l'avvento del rocksteady. In una di queste prime sessioni, vennero usati l'organo e la chitarra ritmica per creare un nuovo sound. Quando la gente chiese di che sonorità si trattasse, non si era ancora trovato un nome a questa variante, ma venne inizialmente chiamato "ragga", che siginfica "grezzo", "vecchio". Il nome presto cambiò in "raggay", e poi reggae. Si attribuisce l'invenzione del termine ai Toots & the Maytals, che incisero un brano chiamato "Do the Reggay" proprio nel 1968. Durante il 1968, l'Inghilterra assistette al sorgere di un nuovo movimento giovanile, lo skinhead, che adottò proprio il neonato reggae come genere musicale caratteristico del loro culto, assieme ovviamente ai generi precursori come lo ska e il rocksteady. Questa connessione era dovuta al fatto che molti club frequentati da indo occidentali erano anche frequentati dagli skinhead inglesi che si appassionarono al nuovo genere giamaicano facendone, appunto, musica propria. Questo legame ebbe il tempo di durare qualche anno, quando nei primi anni settanta, più o meno nel 1972, il reggae cominciò ad essere associato al movimento rastafari, dando inizio al vero e proprio periodo di successo della musica giamaicana, che continuò durante tuttli gli anni settanta e ottanta.

### Second wave ska: il 2 Tone
Nel Regno Unito dei metà anni settanta gli ideali di molti rude boy vennero ravvivati esprimendosi fondendo il reggae con il nascente punk rock, grazie a band come i The Clash ("Rudie Can't Fail") che seppero contribuire all'unione delle due culture urbane. Nei tardi anni settanta, un numero di giovani band britanniche iniziò a far rivivere il sound dello ska originale, mischiandoli con elementi punk rock e generalmente rock. 

Una delle immagini più famose di Walt Jabsco, simbolo del movimento 2 Tone

Tutto ebbe inizio più precisamente durante la seconda metà degli anni settanta, quando gruppi come The Coventry Automatics scelsero di usare lo ska invece del reggae per via della maggior facilità d'esecuzione. I "The Coventry Automatics" cambieranno poi nome in The Specials, e si promuoveranno a capo di questa nuova ondata di ska tutta britannica. Nel 1979, questa band fondò l'etichetta discografica 2 Tone Records, titolo che ispirerà proprio il nome del genere. L'etichetta venne così chiamata per via dei classici colori bianco e nero degli smoking indossati dagli artisti ska giamaicani degli anni sessanta, ed inoltre simboleggiava l'insieme multi-razziale dei membri di molte delle band della corrente che poi saranno associate all'etichetta. Lo stesso termine 2 Tone rappresentava anche la battaglia contro le tensioni a sfondo razziale che avevano luogo tra bianchi e neri all'interno della società britannica. Lo stesso simbolo della scacchiera in bianco e nero divenne tipico di questo movimento, presente in molte copertine degli album di questi artisti, oltre che nello stile di vestire dell'epoca. Gli Specials crearono le basi del sound e l'approccio per tutte le band che seguirono, risultando un successo immediato in Inghilterra. Attraverso la loro label e i numerosi tour, gli Specials contribuirono fortemente all'emersione della nuova ondata di ska, offrendo supporto ad altre grandi band successive, come i Madness, The (English) Beat, e Selecter. Altri importanti esponenti che caratterizzarono questa ondata furono The Higsons e The Bodysnatchers, Rico Rodriguez, The Swinging Cats, The Friday Club, J.B. Allstars, The Apollinairs, e un singolo di Elvis Costello. Il periodo di popolarità delle band 2-Tone risultò infine tra 1978 e il 1985. Benché i gruppi 2 Tone non fossero mai diventati delle star al di fuori del Regno Unito, divennero in seguito figure di culto negli States ispirando diverse generazioni di musicisti che formarono gruppi simili. Quest'altra ondata di gruppi statunitensi successiva, chiamata third wave of ska (terza ondata di ska), prese come ispirazione anche altri stili come l'hardcore punk e l'heavy metal, tralasciando le influenze R&B che avevano ispirato i primi artisti ska e 2 Tone.

### Third wave ska
La "third wave of ska" emerse nei tardi anni ottanta, quando alcuni esponenti della scena punk rock americana iniziarono ad orientarsi sul 2 tone ska britannico mescolandolo con l'aggressività del hardcore punk. Durante i primi anni ottanta, questa terza ondata continuò a crescere e più band si diffusero in tutti gli Stati Uniti, ma la maggior parte era situata in California. Le influenze poi spaziarono dall'hardcore all'heavy metal. Gli esponenti di questa "third wave of ska" raggiunsero un grande successo commerciale in America, grazie al successo dei gruppi punk revival californiani come Offspring. La prima band third wave a sfondare nel mercato americano furono i Rancid, ma questi vennero presto seguiti da altri gruppi come i No Doubt, Less Than Jake, Reel Big Fish, Goldfinger, Sublime, e Dancehall Crashers; i Mighty Mighty Bosstones, uno dei gruppi principali dell'ondata nei primi anni novanta, fallirono però nel ottenere una rilevante popolarità. Molte delle band che emersero sfondarono nelle classifiche dopo i Rancid, ed enfatizzarono maggiormente l'heavy metal più che lo ska, ma alcuni, come i No Doubt, alleggerirono le sonorità con influenze new wave e pop, mentre i Rancid rimasero saldi alle loro radici ska revival e punk rock. Durante il 1996, la third wave of ska divenne una delle forme più popolari di musica alternativa negli Stati Uniti.

#### Ska punk

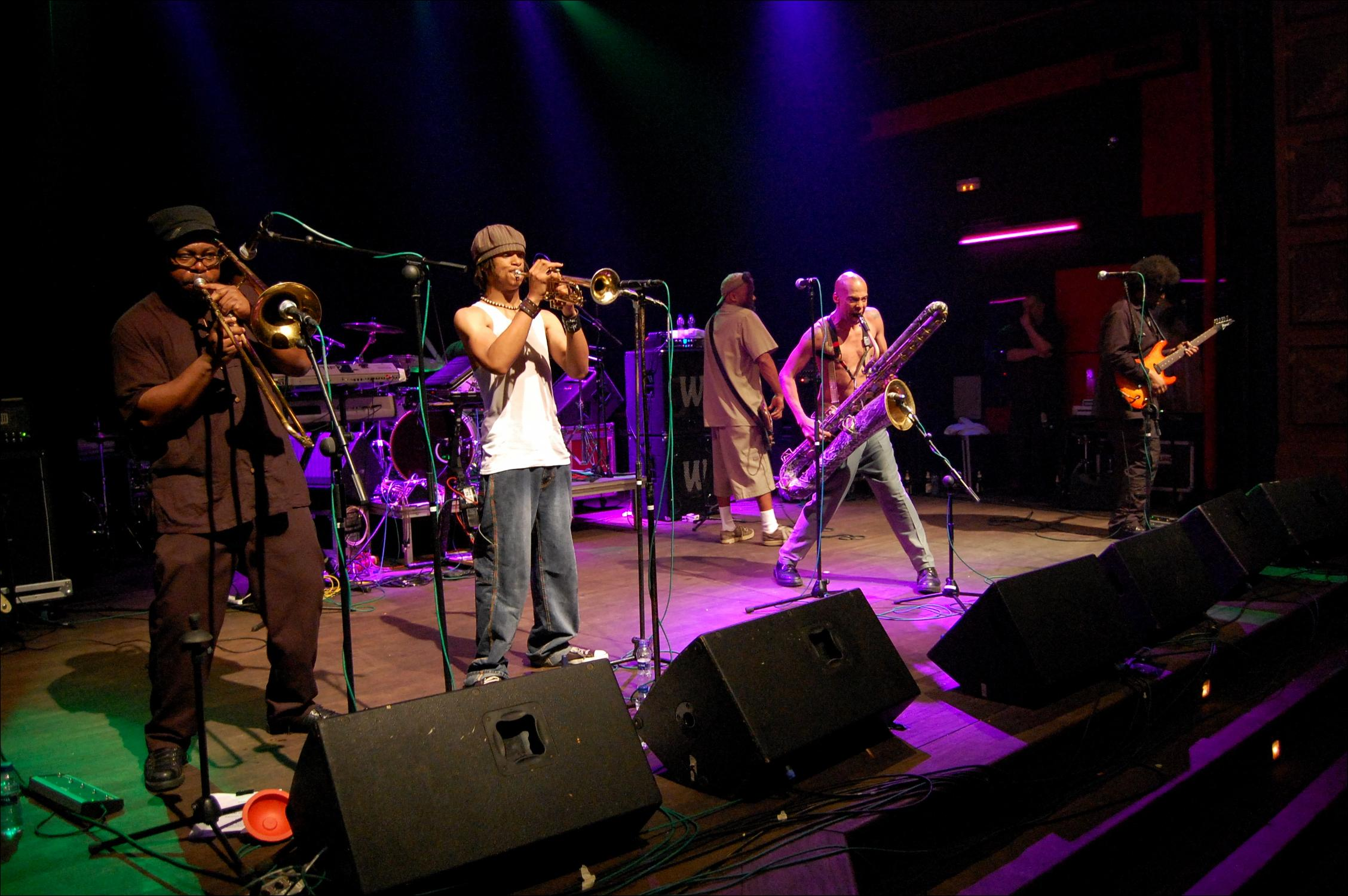
I Fishbone in concerto nel 2008

Incluso in questa terza ondata di ska era lo ska punk. I primi accenni di questo genere possono risalire alla fine degli anni settanta nel Regno Unito, nel pieno periodo 2 tone ska. Gruppi 2 tone come Madness, The Specials, The Selecter, ma anche gruppi punk rock come Clash, furono tra i primi a fondere la musica nera come lo ska e reggae al rock, ed in particolare al punk rock, nei loro album. Alcune delle prime punk band britanniche, come i Clash appunto, ad un certo periodo della loro carriera sperimentarono nuove contaminazioni includendo lo ska e reggae. Vanno citati a proposito London Calling (1979) e Sandinista! (1980) dei Clash, album che si distinguevano dai precedenti per la presenza di elementi reggae, ska, dub o jazz tra gli altri. Altri gruppi che seppero coniugare e il punk con il movimento giamaicano furono gli Stiff Little Fingers, che non a caso furono da alcuni definiti "i Clash irlandesi". Questi ultimi infatti registrarono nel debutto Inflammable Material (1979) la cover di Bob Marley "Johnny Was", mentre nel secondo Nobody's Heroes (1980) inclusero alcuni rifacimenti allo ska e al reggae come nel brano "Wait and See", oltre alla cover "Doesn't Make It All Right" della ska band The Specials. Tuttavia l'effettiva nascita del genere avvenne appena attorno ai metà anni ottanta. Fino ai tardi anni ottanta, lo ska punk rimase comunque un fenomeno "underground", e l'unico gruppo che all'epoca riuscì ad ottenere una rilevante popolarità internazionale furono i Fishbone. Fu poi dai fine anni ottanta che lo ska punk cominciò a diffondersi e popolarizzarsi, proprio grazie alle band americane. Dalla prima metà anni novanta, si assiste alla vera e propria diffusione del genere, grazie soprattutto a band come Rancid, proprio attraverso third wave of ska.

## Lo ska in Italia
Le prime canzoni ska di artisti italiani risalgono al 1966: si tratta di Scrivi ti prego di Silvano Silvi e di Operazione sole di Peppino Di Capri; quest'ultima cita anche lo ska nel testo, nei versi "Da lontano questo ballo giamaicano / lontano è arrivato / da una terra cotta dal sole bruciata / li la gente lo chiama ska / qui nessuno lo sa".
Nel decennio successivo però lo ska viene dimenticato, per essere riscoperto solo negli anni ottanta, dapprima da Alberto Camerini con Skatenati (1980) e da Edoardo Bennato con Canta appress'a nuje, nello stesso anno, e poi da Donatella Rettore con Donatella (1981); sempre Edoardo Bennato include nel 1983 un brano ska nel suo album È arrivato un bastimento, Assuefazione.
Alla fine del decennio emergono gli Statuto, che sin dal loro primo album Vacanze rilanciano lo ska in canzoni come Ghetto, Ragazzo ultrà, "Rabbia Mod" e nella title track.
Tra gli altri gruppi italiani che negli dagli anni novanta in poi, hanno inciso canzoni ska si possono ricordare i Casino Royale (autori di una versione ska di caravan petrol di Renato Carosone, intitolata Skaravan petrol), Arpioni, Giuliano Palma & the Bluebeaters, Punkreas,  Meganoidi, Matrioska, i Fratelli di Soledad, Persiana Jones & le Tapparelle Maledette, Vallanzaska, Rimozionekoatta, Box Beat. e I Quattrocento colpi.
Nell'ultimo decennio si abbandonano le ritmiche dello ska italiano che era prevalentemente 2 tone ska, con le sue derive dello ska-core e ska-punk, e si ritorna alle origini dello ska tradizionale giamaicano con l'aggiunta di influenze jazz. Questa terza onda dello ska in Italia viene chiamata ska-jazz o jazz-jamaica. I gruppi più importanti in Italia sono i gruppi veneziani Ska-J, i friulani FUMetti skazzATI, i bergamaschi The Orobians i bolognesi Lou del Bello’s e i reggiani Empatee du Weiss.
Rimangono ancora diverse piccole realtà soprattutto nell'area Brianzola dei generi ska-punk-rocksteady.